# 로프노르

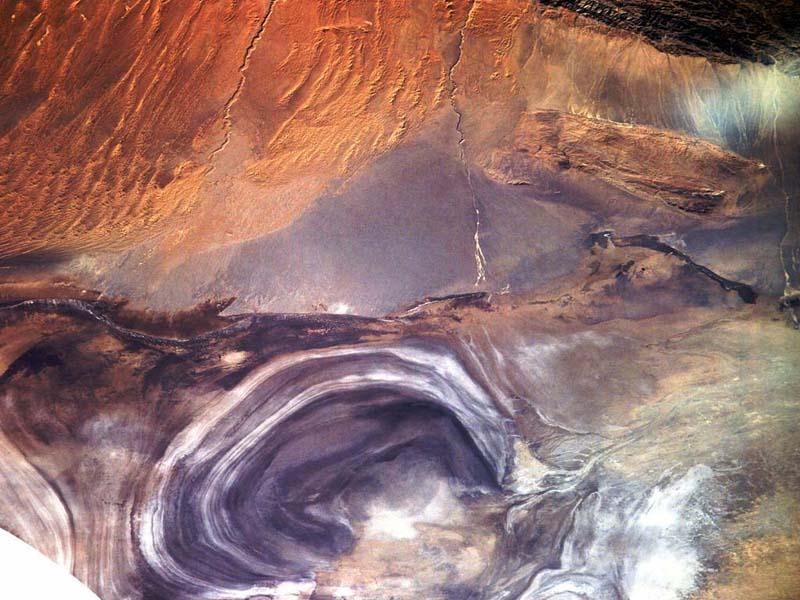
로프노르의 위성 사진.
가운데 아래쪽 귀처럼 생긴 것이 로프 노르의 말라붙은 호상으로, 화면 왼쪽 아래쪽 내지 아래쪽이 북쪽이다.

로프 노르(Lop Nur / Lop Nor) 또는 로브 노르(Lob Nor, 위구르어: لوپنۇر, 중국어 간체자: 罗布泊, 정체자: 羅布泊, 병음: Luóbù Pō)는 타림 분지의 타클라마칸 사막 북동부에 과거 존재했으나 20세기 이래로 거의 말라버린 염호로서, 오늘날 해당 지역은 분지가 되어 있다.
타림 강과 슈러 강(Shule, 疏勒河)이 합류하는 지점에 위치한 호수 체계는 과거 빙하기 이후 있던 타림호의 마지막 잔재이다. 1928년까지만 해도 면적이 3,100km2에 달했지만 사막화로 인해 면적이 점차 줄어들었다. 1964년 10월 16일에는 중국 최초의 핵실험이 실시되었고 1967년 6월 17일에는 중국 최초의 수소폭탄 실험이 진행되었다. 1964년부터 1996년까지 중국에서 실시된 45차례의 핵실험 장소로 사용되었다.
위치는 오늘날의 중화인민공화국 신장 위구르 자치구 바인 골린 몽골 자치주 차르클리크 현에 해당하며, 인접한 위리 현은 아니다.

## 개요
타림 분지는 히말라야 조산 운동에 따라 형성된 지형이며, 지금부터 약 2만년 전 마지막 빙하기부터 현재 간빙기로 변화할 무렵에는 분지의 거의 전역이 카스피해처럼 매우 광대한 호수가 되었지만, 이후 기후가 온난화되면서 점차 물이 손실되고 대부분이 사막화되었다고 여겨지고 있다 .
이 이론에 따른다면 로프노르 등 타림 분지 곳곳에 흩어져 있는 호수는 당시 호수의 마지막 잔재라는 것이다.
로프노르에는 타림 분지를 둘러싸고 있는 산맥의 눈 녹은 물이 모여드는 타림 강(정확하게는 타림 강의 지류)이 흐르고 있지만, 호수에서 흘러 나오는 강은 아니다. 즉 로프노르는 내륙 하천인 타림 강 말단 호수 가운데 하나이며, 호수는 강한 햇빛에 의해 물이 증발하거나 땅 속에 스며들어 사라지는 바람에 점차 염분이 축적되어 염호가 되었다. 기원전 1세기 무렵에는 그래도 꽤 큰 호수였다는 기록이 남아 있지만, 4세기 전후에는 말라버린 것으로 전망되고 있다.
1901년에 중앙 아시아의 탐험가에 의해 "로프노르의 지역은 해발 차이가 별로 없고, 퇴적과 침식 작용 등에 의해 타림 강의 흐름이 크게 변동하기 때문에 호수의 위치가 남북으로 이동하는 것이다. 로프노르는 언젠가 반드시 원래 위치로 돌아올 것이다"라는 이른바 '떠도는 호수'(Wandering Lake)설이 제시되고 그로부터 불과 20년 후인 1921년에 실제로 타림 강의 흐름이 바뀌어 호수가 부활한 것으로 널리 알려지게 된다.
부활 후에는 상류의 톈산산맥 등의 강설, 강우에 의해 유입 수량이 변하기 때문에 줄어들고 불어나기를 반복하면서도 20세기 중반까지 물이 가득했다.
그러나 타림 강에 댐이 건설되는 등의 이유도 있어 현재는 다시 완전히 말라 있다. 위성 사진에서 마른 호수의 모습이 인간의 귀 모양을 닮은 모습으로 호수 심장부를 가로지르듯 성도(省道) 235호선이 관통하고 있다.

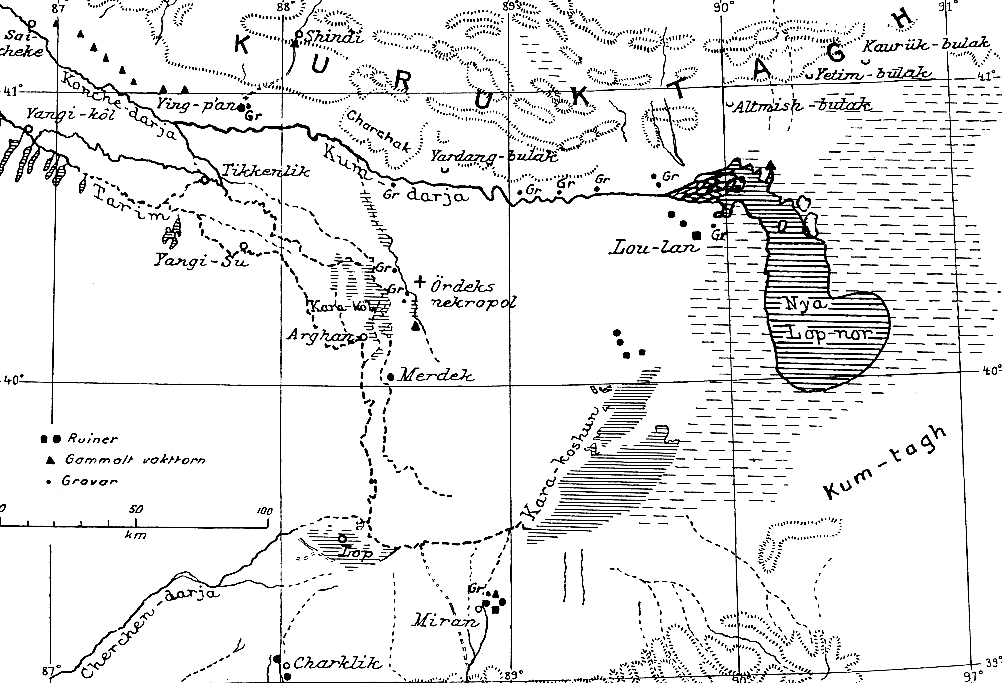
폴케 베리만이 작성한 로프노르 주변의 지도(1935년)
오른쪽 윗부분의 조롱박 모양이 당시의 호수이다. 하반부가 마른 후 인간의 귀를 닮은 모습으로 보이고 있다.

## 역사

### 「떠도는 호수」
고대 중국에서는 서역이라 불리는 지역에 위치한 로프노르는 「염택」(塩澤) 또는 「포창해」(蒲昌海) 등의 이름으로 알려져, 기원전 1세기경 한대(漢代)에는 「가로세로 모두 300리의 함호(鹹湖)로 겨울이나 여름에도 그 수량이 변하지 않는다」고 《한서》 서역전 서문에 기록된 광대한 호수였다.
호수 서안에는 도시 국가 누란이 번성하여, 실크로드의 요충지가 되고 있었다.
그러나 3세기 경부터 이 지역 일대의 건조화가 진행되었다고 볼 수 있으며, 풍부한 물을 잃은 누란은 4세기 이후 급속히 쇠퇴해 갔다.
따라서 실크로드의 이른바 「오아시스의 길」도 누란을 경유하는 왕래가 어려워지게 되어, 당대(唐代)까지 둔황 또는 조금 앞의 안서에서 북상 · 서진하여 투루판을 지나 톈산 산맥 남쪽 기슭의 쿠얼러로 나오는 루트가 중심이 되었다.
이렇게 누란과 로프노르는 어느덧 사막의 모래 속에 사라져갔고 마침내 어디에 있었는지도 모르는 전설상의 존재가 되었다. 13세기에 원(元)의 대도를 방문한 베니스의 상인 마르코 폴로는 카슈가르에서 서역 남도를 따라 호수의 남쪽 가장자리를 스치는 루트를 통해 둔황에 이른 것으로 되어 있지만, 그의 저서 《동방견문록》에서 로프노르는 전혀 언급하고 있지 않다.
1876년부터 1877년까지 내륙 아시아의 모험 여행을 감행한 러시아 군 대령 니콜라이 프르제발스키는 타림 강의 하류가 남동 내지 남쪽으로 흘러 사막 남부에 카라블랑과 카라코슌 두 개의 호수를 형성하고 있는 것을 발견했다. 이 호수는 중국의 고문서 등으로 추정된 로프노르의 위치보다 위도상으로 약 1도 남쪽에 있었지만, 프르제발스키는 이것이 로프노르라고 주장했다.
이 발견을 칭찬하는 목소리가 있는 반면, '실크로드'라는 호칭을 처음 제창한 독일의 지리학자 리히트호펜은 이들이 담수호이기 때문에 아직 생성된지 얼마되지 않은 새로운 호수에 지나지 않으며, 염호라고 하는 로프노르는 타림 강 동쪽으로 향하는 분지의 끝에 있는 것이니 어디선가 지류를 간과한 것이라고 지적했다.
그러나 「강을 건너는 것은 항상 장애였으므로, 만약 그런 지류가 있었다면 기록자들이 그것을 놓칠 리가 없다」며 프르제발스키의 주장을 반박하였고, 결론은 나지 않았다.
리히트호벤의 제자로, 스웨덴의 지리학자, 중앙 아시아 탐험가였던 스벤 헤딘은 19세기 말부터 20세기 초에 걸쳐 이 일대를 답사하고 1900년에 카라코슌의 훨씬 북쪽에서 누란의 유적을 발견했다. 그 북쪽으로는 쿠르크 다리야 (마른 강)라는 동서 방향으로 뻗은 마른 강바닥이 존재하는 것도 알려져 있던 것으로부터, 헤딘은 타림 강이 예전에는 이 강바닥을 동쪽으로 흘러서, 누란 동쪽에서 남쪽에 걸쳐 퍼져 있는 저지대로 흐르고 있었음이 틀림없다고 생각하고 이것이 로프노르임을 확신했다. 심층 조사 결과 카라코슌은 유입되는 진흙과 무성 식물 파편 등의 침적에 의해 점차 얕아졌고, 한편 말라 있는 로프노르는 강한 북동풍에 의한 풍식으로 표토가 깎이고 표고가 내려가 결국 고저차가 역전하면 타림 강은 다시 흐름을 바꿀 것이고, 과거의 로프노르의 모습으로 돌아갈 것이다고 헤딘은 생각했다.
약 1600년 전에 그와 반대의 현상이 일어나고 로프노르는 마르고 사막의 남쪽에 새로운 호수가 태어난 것이 틀림없다는 것이다.
즉, 이 일대는 표고차가 조금 밖에 없기 때문에 말단 호수나 강바닥에 퇴적과 침식 작용에 의해 타림 강의 물길이 있는 기간을 거쳐 크게 변화하고 그에 따라 호수의 위치가 이동하는 것이라는 학설을 세우고 로프노르를 '떠도는 호수'라고 부른 것이다.
1928년, 투루판에 머물고 있던 헤딘은 이 지역의 상인에게서 1921년에 타림 강이 동쪽으로 흐름을 바꿨다는 이야기를 들었다. 당시 중국의 복잡한 상황으로 인해 곧장 현지로 들어가지는 못했지만, 1934년에 헤딘은 말라 있던 쿠르크 다리야, 물이 돌아오고부터는 쿰 다리야(모래 강)라고 불리게 된 강을 카누를 타고 내려와, 물이 가득찬 로프노르에 도달하게 되었고, 자신의 예언이 맞았다는 것을 자신의 눈으로 확인 할 수 있었다고 한다.
- 이러한 사실과 헤딘 자신의 저서를 통해 「방황하는 호수」설은 널리 알려져 있지만, 이것은 어디까지나 하나의 가설이다. 로프노르에 대해서는 헤딘 외에도 많은 학자가 연구 성과를 발표하고 있으며, 그 중에는 「호수의 이동 등은 일어나지 않았다」고 하는 설도 존재한다.[1]

#### 「1600년 주기」라는 오해
헤딘이 주창한 「방황하는 호수」설이라는 것은 「1600년 또는 1500년 등 일정한 주기로 호수가 철새처럼 남북으로 이동을 반복하는 것」이라고 설명되는 경우가 많다. 일본의 소설가 이노우에 야스시도 1958년에 발표한 소설 『누란』에서 「1,500년의 주기로 남북으로 이동하는 호수라는 추정이 이루어졌고 그것이 하나의 움직일 수 없는 정설이 되었다」(千五百年の周期をもって、南北に移動する湖であるという推定が行なわれ、それが一つの動かすべからざる定説となった)고 했으며, 1980년에 방송된 『NHK 특집 실크로드 -비단의 길(絲綢之路)-』의 「제5집 누란 왕국을 발굴하다」에서도 같은 설명이 이루어지고 있었다. 그러나 헤딘 자신이 그렇게 말했다는 흔적은 전혀 존재하지 않는다.
실제로, 1901년에 헤딘이 예언한 것은 「타림 강 물은 언젠가 반드시 로프노르로 돌아올 것이고. 그때가 오면 호수가 이동하는 주기의 길이도 알 수 있을 것이다」라는 것이기 때문에, 헤딘이 이 주장을 했던 시점에서 주기는 아직 확실하지 않지만 이동이 거의 일정한 간격으로 반복된다고 생각했던 것은 틀림없다.
그러나 헤딘이 상정하고 있던 퇴적 및 침식 등의 원동력으로 그런 큰 변화가 일어날 때까지는 「수천 년이 아니라 수만 년이 걸린다」고 보고 있었던 것이 『방황하는 호수』에도 기록되어 있으며, 먼 장래에 정말 헤딘의 예언대로 되었다 하더라도 「그때는 이미 예언한 당사자도 그 저작도 벌써 잊혀져 있을 수 있다」고까지 쓰고 있다.
그런데 헤딘도 그의 예언으로부터 20년, 로프노르가 마르고 '겨우' 1600년 정도로 호수가 제자리에 돌아왔다는 것을 알고 나서는, 이번에는 우연히 대략 1600년만에 일어났겠지만 과거의 일은 모르고 미래도 반드시 같은 주기로 그렇게 된다고는 할 수 없으며, 이 다음에 또 어디로 이동할지에 대해서도 확실한 답은 없다고 생각이 변해 갔다는 것이 이 책 속에 명확하게 적혀 있다.
본문 중에 「1600년 주기」등의 말은 한번도 나오지 않는다. 즉, 헤딘 자신이 상정한 원동력만으로는 설명하기 어려울 만큼 짧은 기간에 큰 변화가 일어났음을 알았던 헤딘이, 저서의 집필 시점에서 최종 도달했던 「방황하는 호수」설이란 로프노르는 꼭 철새와 같은 일정한 주기를 두고 이동을 반복하는 것은 아니고 말 그대로 「방황하는 호수」라는 것이며, 「... 지금 그 시작 주기의 길이에 대해서는 일체의 예단을 삼가하는 것이 최선이다. 서기 330년에 강과 호수가 강바닥을 버리기 전 수백 년 동안 누란 근처에 있었을지, 우리는 알 수 없다. 다음의 큰 주기 역시 1600년으로 지속될 것인가. ... (중략) 이 질문에 대답할 수 있는 것은 미래뿐이다 ... "라고 말하고 있다.
이러한 주장이 본문 중에 매우 솔직하고 명료하게 기술되어 있음에도 불구하고, 「1600년 주기로 이동을 반복」한다는 하는 오해가 만연하게 된 원인은 헤딘의 저서가 널리 소개되는 과정에서 어느새 예언에서 '주기'라는 말과 (그 주기가) 이번에는 (우연히) '1600년'이었다는 사실이 서로 합쳐져 「1600년 주기」라는 말이 만들어졌고, 이것이 한 걸음 더 나아가 확장되어 버린 데에 있다.
실제로 이와나미 문고판 『방황하는 호수』의 번역자 후쿠다 히로토시(福田宏年)가 번역 후기에서 본문에는 존재하지도 않는 「1600년 주기」라는 말을 사용하여 헤딘의 학설에 대한 잘못된 내용을 해설을 하고있는 데다 책 표지의 광고 문구까지도 「1600년 주기」라고 인쇄되어 있다.
이런 일이 많은 독자들에게 심각한 오해를 주고 잘못된 설이 유포되는 결과로 이어졌을 가능성이 있다.
그러나 이와나미 문고판이 저술된 것은 1990년이고 이노우에 야스시가 『누란』을 발표한 것은 1958년이므로 1950년대에 이미 「1600년 주기」설이 이노우에 야스시의 말처럼 이른바 「하나의 움직일 수 없는 정설」로 통하고 있던 것으로, 이와나미 문고판보다 훨씬 이전에 그러한 오해가 퍼져 있었던 것이 된다.
언제 어디서 처음 이런 오해가 발생했는지, 지금까지 확실한 것은 알려져 있지 않다. 덧붙여서 헤딘의 『방황하는 호수』는 이와나미 문고판에 앞서 치쿠마 서방, 백수사, 가도카와 문고 ,주고 문고 등에서 출판되어 있지만, 이들 가운데서 백수사판만 그 감수자의 하나인 후카다 규야(深田久弥)가 권말의 설명에서 「로프노르는 1,600년을 주기로 그 위치를 바꾸는 것이 입증됐다」고 말하고 있다.
그러나 이것도 1964년에 발행된 것으로 오해의 '진원지'는 아니다. 다른 번역판에서는 잘못된 내용의 해설은 보이지 않는다. 헤딘의 기행문에는 그 밖에도 잘 알려져있는 것이 있는데 그 중에서도 본 항목에서 언급하고 있는 부분이지만, 적어도 앞에서 열거된 책들의 본문에서 「1600년 주기로 이동을 반복한다」라는 등의 설명은 전혀 존재하지 않는다. 헤딘의 전기와 자서전에도 그러한 오해의 소지가 있는 표현은 눈에 띄지 않는다.

### 핵 실험
로프노르 지역은 1964년부터 중국의 핵 실험장으로 사용되고 있었다. 이 때문에 1950년대부터 1960년대까지 군사상의 출입 금지 구역이 되었지만, 로프노르 호수 바닥이 실험장이 된 적은 없다 . 1980년대에 출입 금지가 해제된 뒤에는 다시 탐험가와 학자, 미디어, 관광객이 방문하고 있다.

### 현재

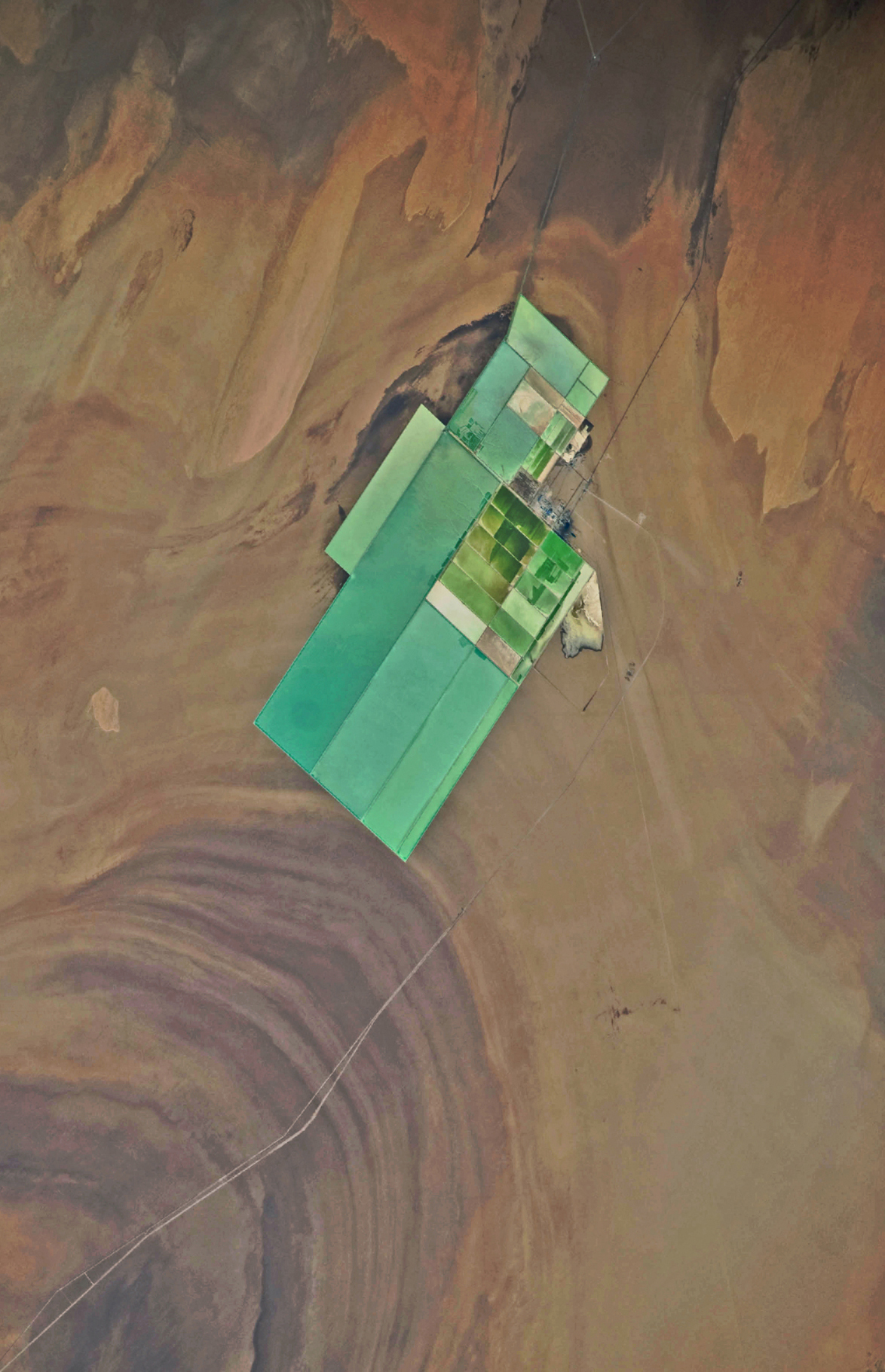
염전으로 알려진 구조물 (2009/10).
긴 변이 대략 20km에 달한다. 거의 위쪽이 북쪽. 왼쪽이 귀 같은 로프노르 호수의 말라붙은 자국이며. 그 가운데를 성도 235호선이 달리고 있다.

로프노르는 부활 후 20세기 중반까지 물이 가득했지만, 2010년 시점에서는 말라버렸며, 호수로써의 모습은 존재하지 않는다. 이 지역의 건조화가 진행된 것이나, 타림 강 상류에 댐이 건설된 것 등이 소멸의 원인으로 추정되고 있지만, 확실한 것은 알려져 있지 않다.
중국과학원에 따르면, 1959년에는 존재가 확인되었으나 1972년에 이미 소멸했다. 중국과학원은 로프노르가 완전히 마른 시기를 1962년으로 추정하고 있다. . 2004년에는 중국과학원의 현지 조사에 의해 로프노르가 부활했다고 보도되었지만 그것은 1km2 정도의 작은 호수에 지나지 않았고, 그마저도 이듬해에는 다시 소멸했다.
현재는 마른 호수 자리를 가로지르는 성도 235호선이 부설되어 있으며,호수 자리를 방문하는 투어 등도 짜여지고있다. 호수의 중심에는 많은 여행자나 탐험가에 의해 호수 중심부 도달을 기념하는 비석이 세워져 있으며, Google의 지도(항공 사진)를 통해서도 그 모습을 거의 확인할 수 있다.
- 2002년 무렵부터 호수 자리 동북단의 성도 235호선에 연한 위치에 「염전」이라 알려진 매우 거대한 구조물이 세워진 것이 위성 사진에 의해 밝혀져 있다.[22] 황산칼륨 등 비료를 생산하는 공장으로 알려져 있으며[23], Google의 지도(항공 사진)로는 매우 세세한 부분까지 보인다. 비료를 운반하고 로프노르와 하미 (쿠무루)를 연결하는 철도도 건설되었다.[24]
- 2010년 11월 청두 상업보(成都商業報)에 따르면 중국과학원은 로프노르 지역의 사막화 방지 계획 「신 로랑 계획」의 일환으로 로프노르에 인공 호수를 건설하는 것을 계획하고 있다고 알려졌다. 타림 분지의 지하에 거대한 수원이 존재한다는 정보도 있다.[25]

## 같이 보기
- 타림 분지
- 아랄해

### 내용주
1. ↑  Wikipedia의 다른 언어판(스웨덴어판、독일어판、영어판、프랑스어판、이탈리아어판、스페인어판、포르투갈어판、중국어판、몽골어판、러시아어판)을 보더라도 「1600년 주기」설에 대한 언급은 전혀 없다. 이는 일본 국내에서 발생하여 한국에까지 알려진 오해이다.